# Cricotiroidotomia

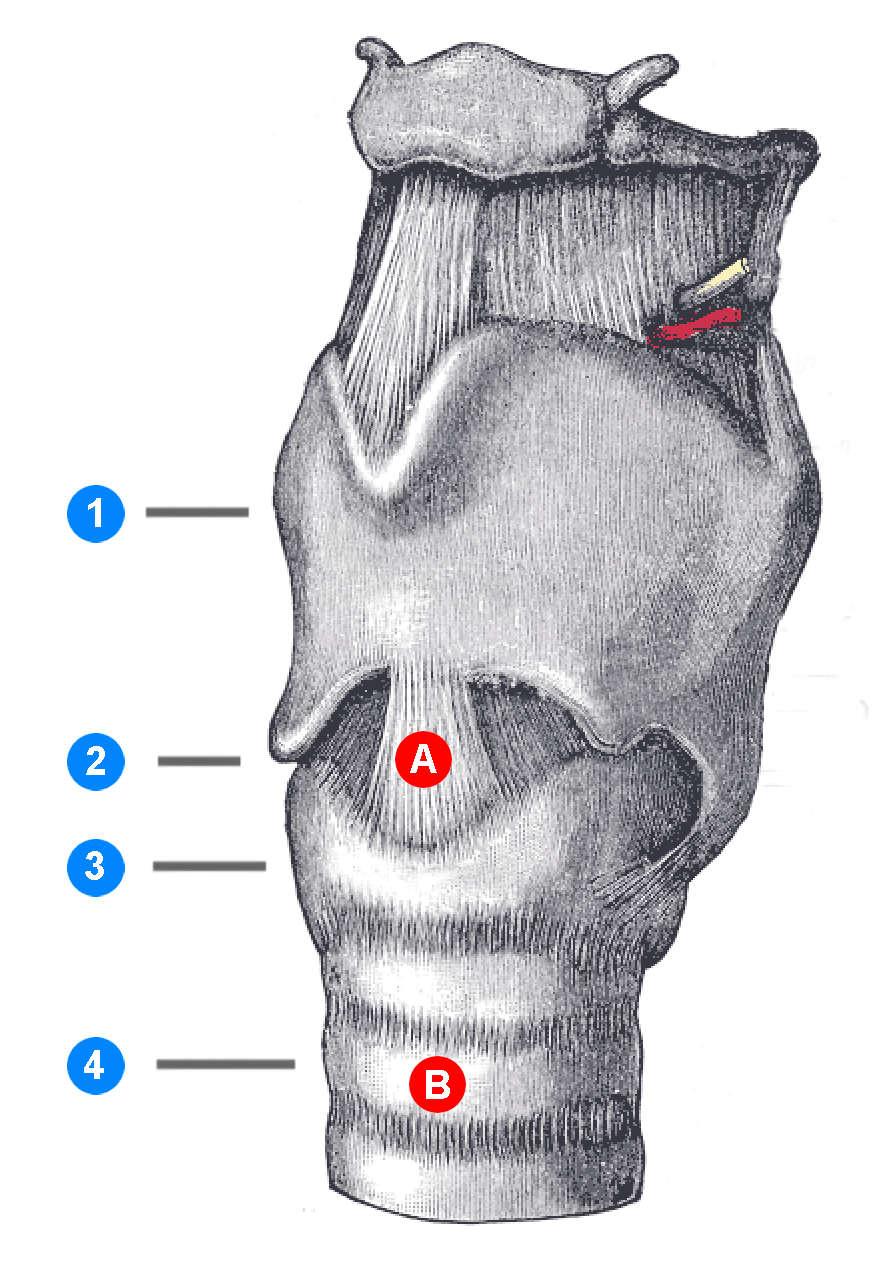
1: Cartilagine tiroidea
2: Legamento della cricoide
3: Cartilagine cricoidea
4: Trachea
A: Punto d'incisione per la cricotirotomia
B: Punto d'incisione per la tracheotomia

La cricotiroidotomia (o cricotirotomia) è un intervento di apertura delle vie aeree a livello della membrana cricotiroidea, nella regione anteriore del collo, utilizzato in situazioni di emergenza come i casi di soffocamento o di trauma facciale, o situazioni in cui non è possibile eseguire intubazione per via orale o nasale.
La cricotirotomia è più facile e veloce da eseguire rispetto alla tracheotomia, non richiede la manipolazione del rachide cervicale ed è associata a minori complicazioni. La natura elastica della membrana cricotiroidea contribuisce ad evitare che eventuali emorragie possano far entrare sangue nella trachea.

## Procedura
La procedura prevede che si vada a bucare la parete anteriore della laringe a livello del legamento cricotiroideo, la membrana situata nello spazio immediatamente sotto la cartilagine tiroidea (identificabile come il pomo d'Adamo) e la sottostante cricoide, ampio circa 1,5 cm. Tale foro permette di raggiungere l'interno della laringe al di sotto delle corde vocali.
Il taglio effettuato sulla superficie esterna può essere ampliato con un'altra piccola incisione che coinvolge la membrana cricotiroidea, con un dilatatore o con il manico del bisturi stesso (tecnica Seldinger), o con altre tecniche (ad esempio quella di Di Giacomo).
Immediatamente si provvede a far penetrare il tubo endotracheale, il cui compito è quello di far ventilare il paziente.
La durata della procedura è inferiore al minuto, variando in base alla tecnica impiegata (tecnica percutanea con ago, inserimento di microcannula o mini cricotiroidotomia, ecc.).